# Realizm naukowy
Realizm naukowy – pogląd filozoficzny, który głosi, że nieobserwowalne bezpośrednio przedmioty postulowane w ramach teorii naukowych istnieją w sensie dosłownym. Jest to stanowisko opozycyjne wobec instrumentalizmu, według którego elementy teorii naukowych są jedynie użytecznymi i wygodnymi konwencjami wprowadzanymi w celu przewidywania zjawisk na poziomie empirycznym. W XX w. realizm naukowy broniony był m.in. przez Karla Poppera i stanowił reakcje na empiryzm logiczny w filozofii nauki.

## Argumenty za i przeciw
Z jednej strony większość przełomów naukowych wiązało się z przyjęciem stanowiska realistycznego. Na przykład tacy naukowcy jak Newton czy Einstein wiązali bogatą metafizyczną nadbudowę ze swoimi teoriami. Innym często wysuwanym argumentem na rzecz realizmu naukowego jest tzw. „argument z cudu”:
„Z elektrodynamiki kwantowej wynika, że moment magnetyczny elektronu ma wartość: 1,001 159 652 201 {\displaystyle \pm } 0,000 000 000 030, gdzie {\displaystyle \pm } oznacza możliwy błąd teoretyczny obliczeń (wymagający zastosowania paru przybliżeń). Według najnowszych pomiarów, moment magnetyczny wynosi: 1,001 159 652 188 {\displaystyle \pm } 0,000 000 000 004”, gdzie {\displaystyle \pm } oznacza błąd pomiaru. Taka zgodność między teorią i doświadczeniem w połączeniu z tysiącami podobnych, choć mniej spektakularnych przykładów byłaby cudem, gdyby nauka nie dostarczała nam żadnej prawdy – a przynajmniej przybliżonej prawdy o świecie.”
Z drugiej strony historia nauki zna wiele przykładów teorii, które pomimo poprawnych przewidywań empirycznych okazywały się całkowicie błędne. Laudan wymienia przykłady takich teorii: są to flogistonowa teoria spalania i kaloryczna teoria cieplika. Wigner w podobnym kontekście wspomina o teorii wolnego elektronu. Te przykłady podważają domniemaną korelacje pomiędzy sukcesami empirycznymi teorii a jej prawdziwością w rozumieniu korespondencyjnej teorii prawdy. Ponadto wielu naukowców opowiada się po stronie instrumentalizmu, najpopularniejsza wśród fizyków kopenhaska interpretacja mechaniki kwantowej jest skrajnie pozytywistyczna.